# Миксер звука
Миксер звука (мајстор тона или тон-мајстор) је техничко занимање. То је шеф одељења звука на сету (скупу) који је одговоран за снимање свих звукова током снимања филма, као и током позоришне представе. Ово укључује избор и распоред микрофона, рад звучних уређаја за снимање, а понекад и мешање аудио сигнала у реалном времену. 